# Resolution 860 des UN-Sicherheitsrates
Die Resolution 860 des UN-Sicherheitsrates ist eine Resolution, die der Sicherheitsrat der Vereinten Nationen in seiner 3270. Sitzung am 27. August 1993 einstimmig beschloss. Nach Bekräftigung der Resolutionen 668 (1990), 745 (1992), 840 (1993) und andere einschlägige Resolutionen zu Kambodscha bestätigte der Rat Pläne für den Rückzug der Übergangsbehörde der Vereinten Nationen in Kambodscha (UNTAC).
Dem ehemaligen König Norodom Sihanouk wurde für seinen Beitrag zu Frieden, Stabilität und echter nationaler Versöhnung im Land gedankt. Der Rat erinnerte daran, dass in den Pariser Abkommen die Übergangszeit enden würde, wenn die gewählte verfassungsgebende Versammlung eine Verfassung angenommen und sich in eine gesetzgebende Versammlung und Regierung umgewandelt hätte. Er nahm auch den Antrag der kambodschanischen Übergangsregierung zur Kenntnis, das Mandat der UNTAC aufrechtzuerhalten, bis eine neue Regierung gebildet worden ist.
Der Rat betonte, wie wichtig es ist, eine Verfassung im Einklang mit den Pariser Abkommen abzuschließen, und bekräftigte, dass die Aufgaben der UNTAC mit der Einsetzung einer neuen Regierung im September 1993 enden würden. Abschließend beschloss sie, dass die Frist für den Rückzug bis zum 15. November 1993 enden würde, um einen sicheren und ordnungsgemäßen Rückzug der militärischen Komponente der UNTAC zu gewährleisten.